# Matt, Glarus
Matt är en ort i kommunen Glarus Süd i kantonen Glarus i Schweiz. Den ligger i Sernftal, cirka 12 kilometer sydost om Glarus. Orten har 280 invånare (2023).
Kyrkan i Matt byggdes 1497 och är den äldsta kyrkan i kantonen Glarus.
Orten var före den 1 januari 2011 en egen kommun, men slogs då samman med kommunerna Betschwanden, Braunwald, Elm, Engi, Haslen, Linthal, Luchsingen, Mitlödi, Rüti, Schwanden, Schwändi och Sool till den nya kommunen Glarus Süd.